# 帕拉·平措朗杰
帕拉·平措朗杰（藏語：ཕུན་ཚོགས་རྣམ་རྒྱལ་，威利转写：phun tshogs rnam rgyal，1891年—1940年）藏族，西藏定日人，西藏贵族，噶厦官员。

## 生平
帕拉·平措朗杰是帕拉家族成员。祖父帕拉鼐名字不详，曾任代本。代本帕拉之子20岁时被任命为协噶尔宗本（噶尔宗是今定日县），23岁时是协尔帮（审判官），33岁时是谷物税收官，1913年6月任孜本，三年后两次奉派到康区帮助朵基（昌都总管），在当地患重病，于1918年左右病逝，享年49岁。他有三个儿子，其中两个在1910年死于天花，存活下来的唯一一个儿子就是平措朗杰。
平措朗杰1891年出生，1909年进入官场，任噶雪（七品秘书），后来任噶仲（五品秘书），再后来任江孜宗本。此后还曾任雪尼、定结宗本、朵麦基巧的军需官、仁邦宗本。平措朗杰死于1940年左右。
平措朗杰娶大贵族夏扎家族之女，育有三子三女。